# 暁の超特急
『暁の超特急』（あかつきのちょうとっきゅう）は1934年に日本で制作されたサイレント映画。大都映画製作。

## スタッフ
- 監督 : 大江秀夫
- 脚本 : 戸畑健二
- 原作 : 戸畑健三
- 撮影 : 吉野馨治

## キャスト
- ハヤフサヒデト
- 琴路美津子
- 池田利男
- 高村栄一